# 喜马拉雅雪松
喜马拉雅雪松是雪松的一个物种，为阿富汗东部、巴基斯坦北部（特别是在开伯尔-普赫图赫瓦省境内）、印度（查谟-克什米尔邦、喜马偕尔邦、锡金、大吉嶺、北阿坎德邦）、西藏地区西南端以及尼泊尔西部的本土植物，通常出现在海拔1,500—3,200（4,921—10,499英尺）的地方。它是一种常青松柏，可长至40—50（131—164英尺）高（偶尔可高达60米（197英尺）），树干最粗可达直径3（10英尺）。它有着圆锥形树冠，树干水平，树针下垂。